# Татарский сельсовет (Ставропольский край)
Татарский сельсовет — упразднённое сельское поселение в Шпаковском районе Ставропольского края России.
Административный центр — село Татарка.

## История
3 февраля 1999 года утверждён герб Татарского сельсовета.
Статус и границы сельского поселения установлены Законом Ставропольского края от 4 октября 2004 г. № 88-КЗ «О наделении муниципальных образований Ставропольского края статусом городского, сельского поселения, городского округа, муниципального района».
С 16 марта 2020 года, в соответствии с Законом Ставропольского края от 31 января 2020 г. № 16-кз, все муниципальные образования Шпаковского муниципального района были преобразованы путём их объединения в единое муниципальное образование Шпаковский муниципальный округ.

## Население
| 1989  | 2002  | 2010  | 2011  | 2012  | 2013  | 2014  |
| ----- | ----- | ----- | ----- | ----- | ----- | ----- |
| 7443  | ↗7938 | ↗8121 | ↗8127 | ↗8168 | ↗8208 | ↗8293 |
| 2015  | 2016  | 2017  | 2018  | 2019  | 2020  |       |
| ↘8274 | ↗8449 | ↘8387 | ↗8420 | ↘8417 | ↗8428 |       |

### Национальный состав
По итогам переписи населения 2010 года проживали следующие национальности (национальности менее 1 %, см. в сноске к строке "Другие"):
| Национальность | Численность | Процент |
| -------------- | ----------- | ------- |
| Русские        | 6882        | 84,74   |
| Армяне         | 280         | 3,45    |
| Даргинцы       | 256         | 3,15    |
| Чеченцы        | 127         | 1,56    |
| Лезгины        | 82          | 1,01    |
| Другие         | 494         | 6,08    |
| Итого          | 8121        | 100,00  |

## Состав сельского поселения
| № | Населённый пункт  | Тип населённого пункта       | Население |
| - | ----------------- | ---------------------------- | --------- |
| 1 | Верхнеегорлыкский | хутор                        | ↗600      |
| 2 | Грушёвый Нижний   | хутор                        | ↘14       |
| 3 | Извещательный     | хутор                        | ↘49       |
| 4 | Новокавказский    | хутор                        | ↗42       |
| 5 | Польский          | хутор                        | →300      |
| 6 | Рынок             | хутор                        | →76       |
| 7 | Садовый           | хутор                        | ↘500      |
| 8 | Татарка           | село, административный центр | ↗6514     |
| 9 | Темнореченский    | хутор                        | ↘200      |

## Местное самоуправление
Главы администрации сельсовета
- Демченко Роман Владимирович[1].